# Ophioglossum pedatum
Ophioglossum pedatum là một loài dương xỉ trong họ Ophioglossaceae. Loài này được Burm. mô tả khoa học đầu tiên năm 1768.
Danh pháp khoa học của loài này chưa được làm sáng tỏ. 